# Podobwód Szydłów Armii Krajowej
Podobwód Szydłów – jednostka partyzancka Związku Walki Zbrojnej, a następnie Armii Krajowej. Jego dowódcą był kpt. Piotr Kabata.
Podobwód ten operował na terenie niektórych ówczesnych gmin Ziemi Staszowskiej: Kurozwęki, Oględów, Potok, Szydłów i Tuczępy. Poszczególne gminy stanowiły tzw. Rejony ZWZ-AK, zaś placówki (w zależności od stanu organizacyjnego) obejmowały całą gminę, wieś lub kilka wsi.
Podobwód nosił kryptonim „Słonecznik” i wchodził w skład Okręgu Radom-Kielce Armii Krajowej.

## Struktura
- Rejon Potok AK
- Rejon ? AK